# Куксема
Ку́ксема (ест. Kuksema küla) — село в Естонії, у волості Ярва повіту Ярвамаа.

## Населення
Чисельність населення на 31 грудня 2011 року становила 83 особи.

## Історія
З 26 вересня 1991 до 21 жовтня 2017 року село входило до складу волості Ярва-Яані.